# Gerbillurus
Gerbillurus (Shortridge, 1942) è un genere di Roditori della famiglia dei Muridi noti come gerbilli dai piedi pelosi.

## Descrizione

### Dimensioni
Al genere Gerbillurus appartengono roditori di piccole dimensioni, con lunghezza della testa e del corpo tra 90 e 120 mm, la lunghezza della coda tra 95 e 156 mm e un peso fino a 37 g.

### Caratteristiche craniche e dentarie
Il cranio presenta una ampia scatola cranica e un rostro lungo. La bolla timpanica è molto grande, le placche zigomatiche sono estese. Sono presenti due paia di fori palatali allungati. Gli incisivi superiori sono attraversati da un solco longitudinale.
Sono caratterizzati dalla seguente formula dentaria:

### Aspetto
Il corpo è tozzo con il muso allungato e gli occhi sono grandi. Le parti dorsali variano dal giallo dorato al bruno-rossastro mentre quelle ventrali sono sempre bianche. Le orecchie sono grandi e rotonde. I piedi sono lunghi e sottili. L'andatura è saltante e quadrupede. La pianta dei piedi è ricoperta di peli, tranne una sottile striscia mediana. La coda è più lunga della testa e del corpo e talvolta termina con un ciuffo di peli più lunghi. Le femmine hanno un paio di mammelle pettorali e due paia inguinali.

## Distribuzione
Si tratta di piccoli roditori terricoli diffusi nell'Africa meridionale.

## Tassonomia
Il genere comprende 4 specie:
- Sottogenere Gerbillurus - Forme grandi
  - Gerbillurus setzeri
  - Gerbillurus vallinus
- Sottogenere Paratatera (Petter, 1983) - Forme intermedie
  - Gerbillurus tytonis
- Sottogenere Progerbillurus (Pavlinov, 1982) - Forme piccole
  - Gerbillurus paeba